# 500 Millas de Indianápolis de 1955
La Edición 39° de las 500 millas de Indianapolis se celebró en el Indianapolis Motor Speedway el lunes 30 de mayo de 1955. El evento fue parte del calendario del Campeonato Nacional de la AAA (el mismo año en que la AAA dejaría de fiscalizar tanto la carrera como el campeonato), y por sexto año consecutivo se incluyó en el calendario del Campeonato Mundial de Fórmula 1, y como siempre, debido a dificultades de traslado de los pilotos europeos para competir en Estados Unidos, solo los pilotos estadounidenses obtenían puntos de la carrera para ambos campeonatos.
La carrera es notable para muchos expertos del automovilismo como la carrera en la que el estadounidense de origen serbio, Bill Vukovich tuvo su deceso mortal accidentarse en competencia, mientras conducía en lo que al parecer iba en camino a conseguir una tercera corona de la Indy 500 que pudo ser sin precedentes en esa época.

## Entrenamientos y Clasificaciones
Los Entrenamientos Libres se programaron para un período de cuatro días.

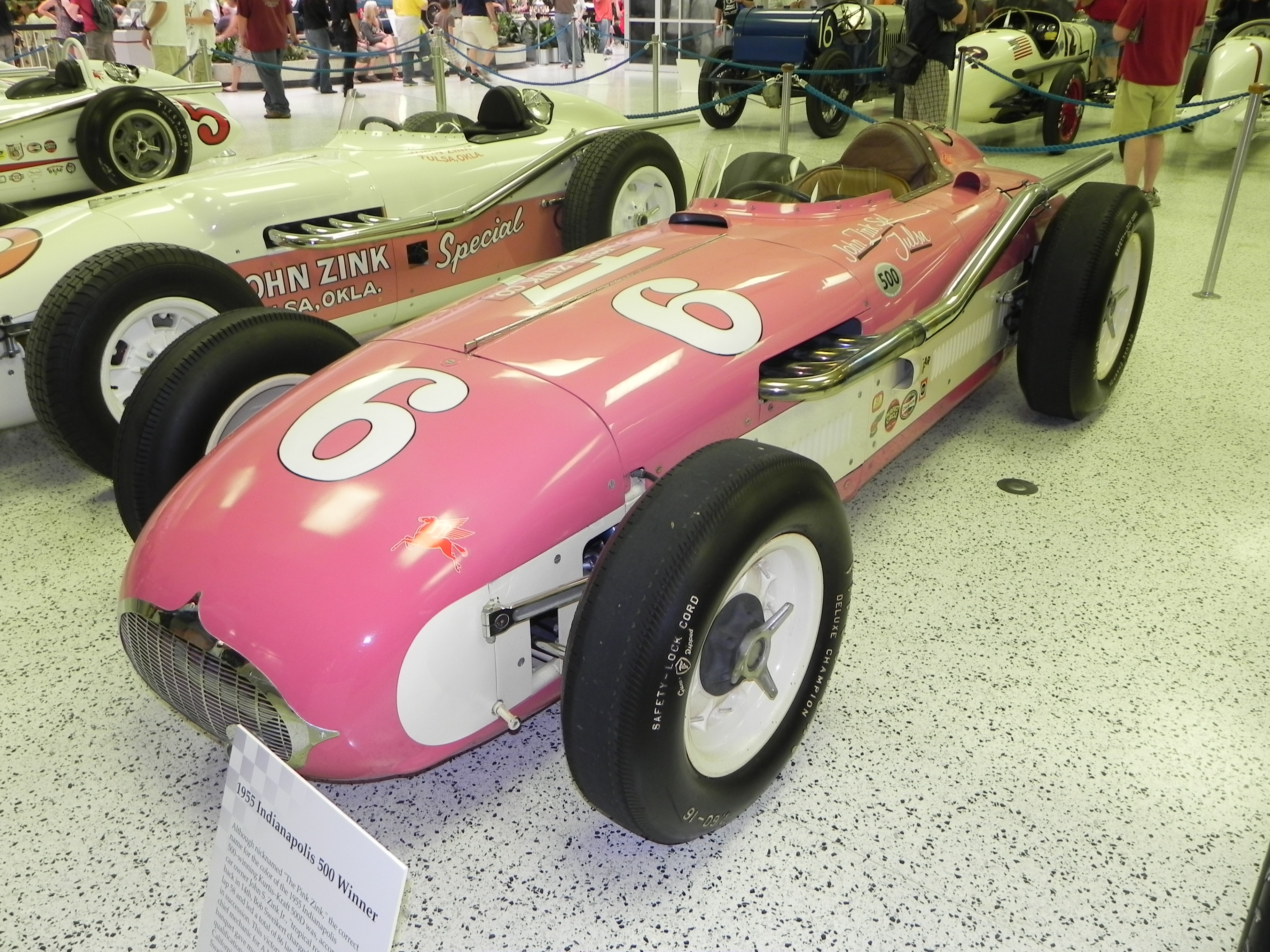
Coche ganador de la Indy 500 de 1955.

Unos Fuertes vientos, así como la amenaza de lluvia, se habían observado en el Pole Day, por lo tanto, casi todos los competidores se quedaron fuera de la pista. Alrededor de la zona de boxes, los pilotos y equipos acordaron entre sí para organizar el desarrollo de las pruebas de la tarde, y en su lugar optaros juntos por las mejores condiciones del domingo. Sin embargo, en los últimos 20 minutos, Jerry Hoyt de repente puso su coche en pista, y se apartó de un intento de clasificación inesperado. Su velocidad fue de 140,045 mph que no una velocidad inquietante, pero fue registrada como el más rápido (y único) registro obtenido del coche hasta el momento del día, quedándose con la pole position. Sin dudarlo, Tony Bettenhausen Sr., ingresó a la pista después. Después de dos vueltas rápidas, que se vio obstruida por una ráfaga de viento, quedaría como el segundo clasificado. Sam Hanks y Pat O'Connor consiguieron con sus coches los otros mejores registros, pero tampoco fueron capaces de completar el resto de intentos reglamentarios. El día cerró con solo dos coches en pista, y el ganador de la pole position fue sorprendente Jerry Hoyt -que resultó para consternación de todos los pilotos en la zonas de boxes. 
Las pruebas de clasificación se reanudaron en mejores condiciones, y la mayoría de los pilotos que se quedaron fuera de la pista el día Sábado salieron a pista el domingo. Jack McGrath (con 142,580 mph) fue el más rápido en calificar, y se alineó tercera posición. La velocidad de Pole de Hoyt desde el día anterior terminó siendo solo el 8º registro más rápido general en las pruebas clasificatorias -siendo a la postre uno de los registros más lentos clasificados a la hora de obtener la Pole.
Cerca del final del día, Manny Ayulo se estrelló debido a un posible fallo de la dirección y falleció al día siguiente.

## Resultados de la carrera
| Pos. Final | Pos. Inicial | Dorsal | Piloto                                                      | Fabricante               | Tiempo | Rango | Vueltas | Vuel. Lid. | Registro/Suceso         | Puntos Fórmula 1 |
| ---------- | ------------ | ------ | ----------------------------------------------------------- | ------------------------ | ------ | ----- | ------- | ---------- | ----------------------- | ---------------- |
| 1          | 14           | 6      | Bob Sweikert                                                | Kurtis Kraft-Offenhauser | 139.99 | 11    | 200     | 86         | 3:53:59.53              | 8                |
| 2          | 2            | 10     | Tony Bettenhausen (Relevado por Paul Russo; por 77 vueltas) | Kurtis Kraft-Offenhauser | 139.98 | 13    | 200     | 0          | +2:43.56                | 3                |
| 3          | 10           | 15     | Jimmy Davies                                                | Kurtis Kraft-Offenhauser | 140.27 | 5     | 200     | 0          | +3:32.36                | 4                |
| 4          | 33           | 44     | Johnny Thomson                                              | Kuzma-Offenhauser        | 134.11 | 33    | 200     | 0          | +3:38.91                | 3                |
| 5          | 7            | 77     | Walt Faulkner (Relevado por Bill Homeier; por 24 vueltas)   | Kurtis Kraft-Offenhauser | 139.76 | 16    | 200     | 0          | +5:17.17                | 1                |
| 6          | 8            | 19     | Andy Linden                                                 | Kurtis Kraft-Offenhauser | 139.09 | 22    | 200     | 0          | +5:57.94                |                  |
| 7          | 16           | 71     | Al Herman                                                   | Kurtis Kraft-Offenhauser | 139.81 | 15    | 200     | 0          | +6:24.24                |                  |
| 8          | 19           | 29     | Pat O'Connor                                                | Kurtis Kraft-Offenhauser | 139.19 | 21    | 200     | 0          | +6:41.60                |                  |
| 9          | 17           | 48     | Jimmy Daywalt                                               | Kurtis Kraft-Offenhauser | 139.41 | 18    | 200     | 0          | +7:09.81                |                  |
| 10         | 12           | 89     | Pat Flaherty                                                | Kurtis Kraft-Offenhauser | 140.14 | 7     | 200     | 0          | +7:46.54                |                  |
| 11         | 18           | 98     | Duane Carter                                                | Kuzma-Offenhauser        | 139.33 | 19    | 197     | 0          | +3 Vueltas              |                  |
| 12         | 25           | 41     | Chuck Weyant                                                | Kurtis Kraft-Offenhauser | 138.06 | 25    | 196     | 0          | +4 Vueltas              |                  |
| 13         | 32           | 83     | Eddie Johnson                                               | Trevis-Offenhauser       | 134.44 | 32    | 196     | 0          | +4 Vueltas              |                  |
| 14         | 20           | 33     | Jim Rathmann                                                | Epperly-Offenhauser      | 138.7  | 24    | 191     | 0          | +9 Vueltas              |                  |
| 15         | 21           | 12     | Don Freeland                                                | Phillips-Offenhauser     | 139.86 | 14    | 178     | 3          | Falla de la Transmisión |                  |
| 16         | 9            | 22     | Cal Niday                                                   | Kurtis Kraft-Offenhauser | 140.3  | 4     | 170     | 0          | Accidente               |                  |
| 17         | 24           | 99     | Art Cross                                                   | Kurtis Kraft-Offenhauser | 138.75 | 23    | 168     | 24         | Motor                   |                  |
| 18         | 31           | 81     | Shorty Templeman                                            | Trevis-Offenhauser       | 135.01 | 31    | 142     | 0          | Falla de la Transmisión |                  |
| 19         | 6            | 8      | Sam Hanks                                                   | Kurtis Kraft-Offenhauser | 140    | 10    | 134     | 0          | Falla de la Transmisión |                  |
| 20         | 28           | 31     | Keith Andrews                                               | Schroeder-Offenhauser    | 136.04 | 28    | 120     | 0          | Bomba de Combustible    |                  |
| 21         | 27           | 16     | Johnnie Parsons                                             | Kurtis Kraft-Offenhauser | 136.8  | 27    | 119     | 0          | Magneto dañado          |                  |
| 22         | 13           | 37     | Eddie Russo                                                 | Pawl-Offenhauser         | 140.11 | 8     | 112     | 0          | Ignición                |                  |
| 23         | 23           | 49     | Ray Crawford                                                | Kurtis Kraft-Offenhauser | 139.2  | 20    | 111     | 0          | Motor                   |                  |
| 24         | 11           | 1      | Jimmy Bryan                                                 | Kuzma-Offenhauser        | 140.16 | 6     | 90      | 1          | Bomba de Combustible    |                  |
| 25         | 5            | 4      | Bill Vukovich                                               | Kurtis Kraft-Offenhauser | 141.07 | 3     | 56      | 50         | Muerto en accidente     | 1                |
| 26         | 3            | 3      | Jack McGrath                                                | Kurtis Kraft-Offenhauser | 142.58 | 1     | 54      | 6          | Magneto dañado          |                  |
| 27         | 22           | 42     | Al Keller                                                   | Kurtis Kraft-Offenhauser | 139.55 | 17    | 54      | 0          | Accidente               |                  |
| 28         | 30           | 27     | Rodger Ward                                                 | Kuzma-Offenhauser        | 135.04 | 30    | 53      | 0          | Accidente               |                  |
| 29         | 26           | 39     | Johnny Boyd                                                 | Kurtis Kraft-Offenhauser | 136.98 | 26    | 53      | 0          | Accidente               |                  |
| 30         | 29           | 68     | Ed Elisian                                                  | Kurtis Kraft-Offenhauser | 135.33 | 29    | 53      | 0          | Retiro                  |                  |
| 31         | 1            | 23     | Jerry Hoyt                                                  | Stevens-Offenhauser      | 140.04 | 9     | 40      | 0          | Fuga de Aceite          |                  |
| 32         | 4            | 14     | Fred Agabashian                                             | Kurtis Kraft-Offenhauser | 141.93 | 2     | 39      | 0          | Falla en la dirección   |                  |
| 33         | 15           | 5      | Jimmy Reece                                                 | Pankratz-Offenhauser     | 139.99 | 12    | 10      | 0          | Motor                   |                  |

### Nota
- Piloto Suplente (1): Primera alternativa: Len Duncan[1]

## Resultado Final
| Piloto Ganador | Fabricante Ganador         | Promedio de Velocidad de competencia | Pole Position | Mayor Número de vueltas registradas como Líder |
| -------------- | -------------------------- | ------------------------------------ | ------------- | ---------------------------------------------- |
| Bob Sweikert   | Kurtis Kraft - Offenhauser | 206,332 km/h (128,209 mph)           | Jerry Hoyt    | Bob Sweikert (86/200) vueltas                  |

Campeonato de Pilotos
| Pos. | Piloto              | Puntos | Cambios |
| ---- | ------------------- | ------ | ------- |
| 1    | Maurice Trintignant | 11,33  |         |
| 2    | Juan Manuel Fangio  | 10     |         |
| 3    | Bob Sweikert        | 8      | 30      |
| 4    | Nino Farina         | 6,33   | 1       |
| 5    | Eugenio Castellotti | 6      | 1       |

### Citas de Trabajos
- Indianapolis 500 History: Race & All-Time Stats – Official Site
- 1955 Indianapolis 500 Radio Broadcast, Indianapolis Motor Speedway Radio Network: Re-released by "Speedway Audio" – WIBC-AM (2004)
- 1955 Indianapolis 500 at RacingReference.info (Relief driver statistics)